# Philoscina natalis
Philoscina natalis är en kräftdjursart som beskrevs av Franco Ferrara och Stefano Taiti1985. Philoscina natalis ingår i släktet Philoscina och familjen Philosciidae. Inga underarter finns listade i Catalogue of Life.